# Danny Corkill
Daniel Bryon „Danny“ Corkill (* 8. März 1974 in Park Ridge, Metropolregion Chicago, Illinois) ist ein US-amerikanischer Schauspieler und ehemaliger Kinderdarsteller.

## Leben und Karriere
Corkill wurde in Park Ridge im US-Bundesstaat Illinois geboren, einem Vorort im Nordwesten von Chicago. Er hat drei jüngere Geschwister: Megan, Ryan und Keven.
Seine erste Rolle vor der Kamera hatte er im Jahr 1983 in Stanley R. Jaffes Filmdrama An einem Morgen im Mai (Without a Trace), wo er das Entführungsopfer Alex Selky spielte. 1984 folgten Nebenrollen in der Folge A Matter of Principle der Fernsehserie American Playhouse, in David Lynchs Der Wüstenplanet als Orlop und als Eddie Soffel in Flucht zu dritt.
Im Folgejahr war er als Turtle Fox in D.A.R.Y.L. – Der Außergewöhnliche zu sehen. Im Jahr 1986 wirkte er in den Fernsehfilmen Die Trennung als Sandy Petherton und in Alex: The Life of a Child als Chris Deford mit. Seinen letzten Auftritt vor der Kamera hatte er 1988 in Rocket Gibraltar in der Rolle des Kane Rockwell. Er war auch in mehreren Werbespots im Fernsehen zu sehen und – unbestätigt – in der Seifenoper Ryan’s Hope.
Nach seinem letzten Film im Jahr 1988 beendete er die Schauspielerei und besuchte bis 1992 die Maine South High School in Park Ridge.

## Filmografie (Auswahl)
- 1983: An einem Morgen im Mai (Without a Trace)
- 1984: American Playhouse: A Matter of Principle (Fernsehserie)
- 1984: Flucht zu dritt (Mrs. Soffel)
- 1984: Der Wüstenplanet (Dune)
- 1985: D.A.R.Y.L. – Der Außergewöhnliche (D.A.R.Y.L.)
- 1986: Die Trennung (Between Two Women, Fernsehfilm)
- 1986: Alex: The Life of a Child (Fernsehfilm)
- 1988: Rocket Gibraltar